# Miyoshi Umeki
Miyoshi Umeki (梅木 美代志 Umeki Miyoshi?, or ミヨシ・ウメキ Miyoshi Umeki, 8 de mayo de 1929-28 de agosto de 2007) fue una actriz japonesa. Ganadora del Premio Tony de un Premio Óscar y nominada al Globo de Oro. 
Es más conocida por su papel de Katsumi, la esposa de Joe Kelly, en la película Sayonara (1957). También interpretó a la señora Livingston, la ama de casa en la serie de televisión El cortejo del padre de Eddie que en Hispanoamérica fue conocida como Buscando novia a papá. Fue la primera asiática en ganar un premio de la academia.

## Premios y distinciones
Premios Óscar
| Año  | Categoría               | Película | Resultado |
| ---- | ----------------------- | -------- | --------- |
| 1958 | Mejor actriz de reparto | Sayonara | Ganadora  |